# Daniel Lemma

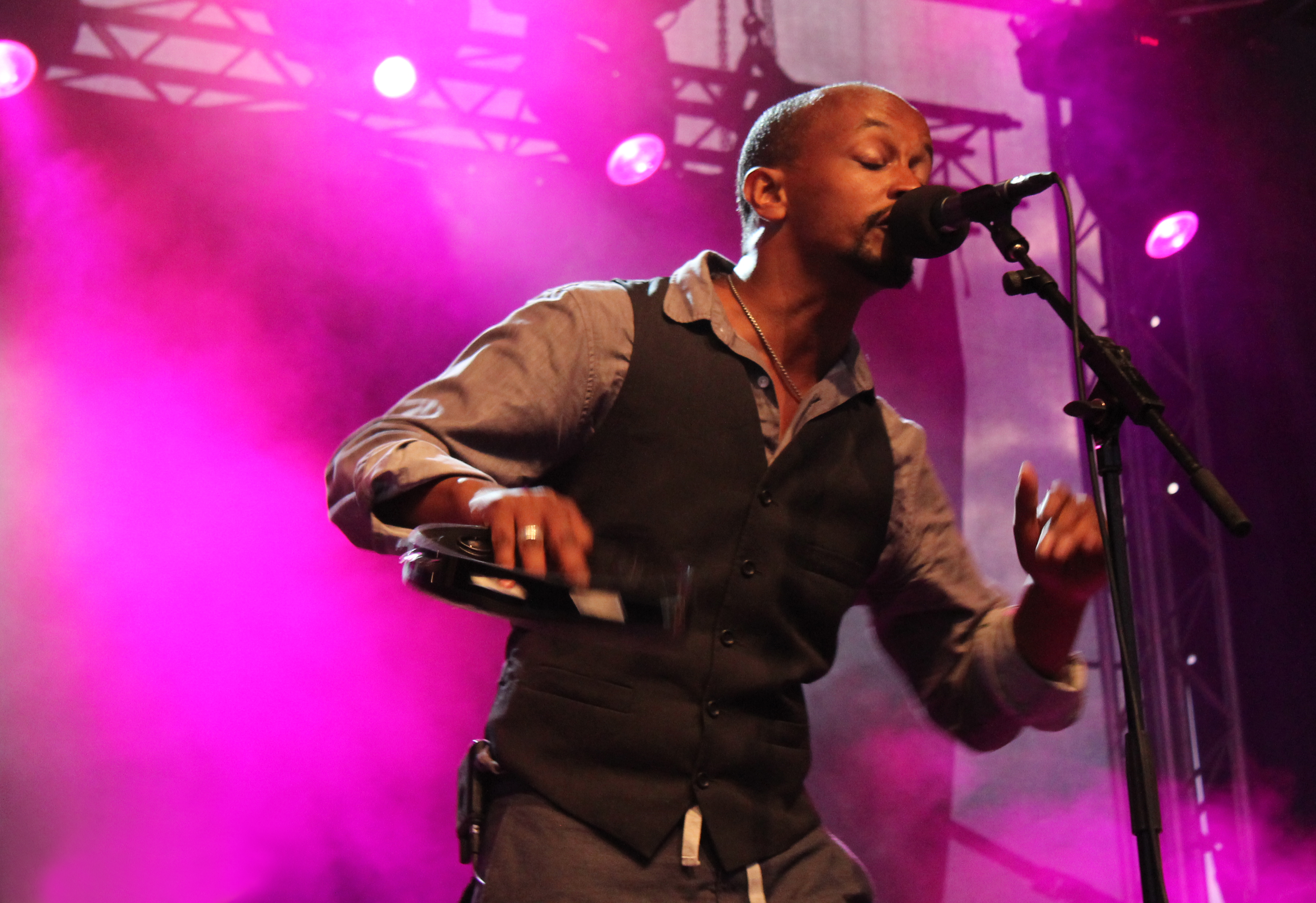
Daniel Lemma

Daniel Lemma (* 12. Oktober 1970) ist ein schwedischer Komponist und Sänger mit äthiopischem Migrationshintergrund.

## Leben
Daniel Lemma stammt ursprünglich aus Nyhamnsläge, einem kleinen Ort in der südschwedischen Provinz Schonen. Er lebt in Göteborg und hat bisher sechs Studioalben veröffentlicht, die musikalisch zwischen Soul, Funk und Roots-Reggae angesiedelt sind. Seine größten Erfolge verzeichnete Lemma 2001 mit dem Lied „If I used to love you“ auf seinem Debütalbum Morning Train. Das Lied erlangte insbesondere als Titellied des schwedischen Kinohits Jalla! Jalla! große Bekanntheit. Er selbst spielte in dem besagten Film eine Nebenrolle als stummer Freund der Hauptfiguren. Bei der ähnlich erfolgreichen Komödie Kops war Lemma dann musikalisch präsent. Eine Zeitlang gehörte der Singer-Songwriter der Band „Mo Blues“ an. Seit 2007 verfolgt er seine Solokarriere weiter. Ein internationaler Durchbruch steht bislang aus. Er schrieb den Song für das 22. World Scout Jamboree 2011 in Schweden.

## Diskografie

### Alben
| Jahr | Titel                   | Höchstplatzierung, Gesamtwochen, AuszeichnungChartsChartplatzierungen (Jahr, Titel, Platzierungen, Wochen, Auszeichnungen, Anmerkungen) | Anmerkungen          |
| Jahr | Titel                   | SE | Anmerkungen          |
| ---- | ----------------------- | --- | -------------------- |
| 2001 | Morning Train           | SE3 (34 Wo.)SE |                      |
| 2002 | Meeting At The Building | SE10 (4 Wo.)SE | mit The Cherry Bombs |
| 2005 | Dreamers & Fools        | SE24 (8 Wo.)SE |                      |
| 2007 | Somebody On Your Side   | SE26 (3 Wo.)SE |                      |
| 2009 | Rebound                 | SE31 (2 Wo.)SE |                      |

Weitere Alben
- 2004: One Night Live & Unplugged
- 2012: Telescope

### Singles
| Jahr | Titel Album                         | Höchstplatzierung, Gesamtwochen, AuszeichnungChartsChartplatzierungen (Jahr, Titel, Album, Platzierungen, Wochen, Auszeichnungen, Anmerkungen) | Anmerkungen |
| Jahr | Titel Album                         | SE | Anmerkungen |
| ---- | ----------------------------------- | --- | ----------- |
| 2001 | If I Used To Love You Morning Train | SE6 (20 Wo.)SE |             |

Weitere Singles
- 2011: Changing the World (Lagerlied des World Scout Jamboree 2011)

## Filmmusik
- 2000: Jalla! Jalla!
- 2003: Kops